# M2 Hyde
El Hyde-Inland M2 era un disseny de subfusell dels Estats Units enviats al camp de proves d'Aberdeen, per provar-lo, en febrer de 1941. Treballant per la companyia de General Motors, l'enginyer George Hyde va dissenyar aquesta nova arma. El seu disseny va ser designat com a U.S. Submachinegun, Caliber .45, M2, com un intent per a reemplaçar el subfusell Thompson en abril de 1942. Com la major part de la companyia Inland estava destinada a produir les carrabines M1, l'exèrcit dels EUA va contractar a Marlin Firearms en juny de 1942. Marlin va començar a produir-les en maig de 1943; però el contracte original de Marlin de produir 164.450 M2 va ser cancel·lat el 1943, per l'adopció del subfusell M3. La M2 utilitzava la munició de calibre .45 ACP i el mateix carregador de 20 o 30 bales de la Thompson. Tenia una cadència de foc d'unes 525 bales/minut. Només es van produir unes 400, i cap d'aquestes va ser mai subministrada a cap branca de l'exèrcit dels Estats Units d'Amèrica.

## Disseny
La M2 es un disseny simple de blowback, encara que era difícil de fer. La recamara estava construïda a partir d'un tub d'acer, el qual era molt difícil de fer, i per això, l'exèrcit va decidir adoptar la M3, amb unes característiques més simples i fàcils de fer en massa. Igual que el disseny americà de la Thompson i la Suomi KP/-31 finesa, la M2 operava des de la part de darrere de l'arma. Al contrari que la M3, que era totalment metàl·lica, la M2 tenia algunes troços de fusta a la empunyadura i la culata.